# Padborgvej
Padborgvej 55°40′17″N 12°28′11″Ø / 55.67139°N 12.46972°Øligger i Rødovre med rækkehusbebyggelse af arkitekten Thorkild Henningsen, også kendt under øgenavnet "Kålormen". Dette var den første rækkehusbebyggelse i Rødovre og har værdien "høj bevaringsværdi" i Kommune Atlaset for Rødovre Kommune.

## Eksterne links
Historisk Billedarkiv Arkiveret 28. september 2007 hos  Wayback Machine
|  | Denne artikel om en bygning eller et bygningsværk kan blive bedre, hvis der indsættes et (bedre) billede. Du kan hjælpe ved at afsøge Wikimedia Commons for et passende billede eller lægge et op på Wikimedia Commons med en af de tilladte licenser og indsætte det i artiklen. |